# OMÁV IVf
A IVf osztályú mozdonyok az Osztrák–Magyar Államvasút-Társaság (OMÁV) tehervonati gőzmozdonyai voltak, melyeket azonban eredményesen felhasználtak személyszállító vonatok továbbítására is.

## Története
A StEG 1877 és 1883 között 53 db három kapcsolt kerékpárú mozdonyt vásárolt, de nem csak tehervonatok, hanem személyvonatok továbbítására is használta őket, mivel a viszonylag nagy kerekek miatt 60 km/óra sebesség fölött is képesek voltak közlekedni. A mozdonyoknak belső Gooch vezérlése volt. A StEG mozdonygyár a gépeket IVf 1001-1053 pályaszámokkal látta el. 1891-ben a társaság magyar részének államosításakor az OMÁV 42 db mozdonyt átadott a MÁV-nak, mely azokat a IIIp osztályba sorolta, s a 3091-3132 pályaszámokat adta nekik. Később valamennyi a 340 sorozatba került.
A StEg 1897-ben a 11 mozdonyt átsorolta a 34.0 osztályba, majd a kkStB a 31.01-11 pályaszámokat adta nekik. Ezután az első világháborútól a BBÖ ugyanezen számok alatt üzemeltette az 1932-es selejtezésig.

## Fordítás
- Ez a szócikk részben vagy egészben  a   StEG II 1001–1053 című német Wikipédia-szócikk fordításán alapul.  Az eredeti cikk szerkesztőit annak laptörténete sorolja fel. Ez a jelzés csupán a megfogalmazás eredetét és a szerzői jogokat jelzi, nem szolgál a cikkben szereplő információk forrásmegjelöléseként.